# Gneu Mal·li Màxim
Gneu Mal·li Màxim (en llatí Cnaeus Mallius Maximus) va ser un magistrat romà. Formava part de la gens Màl·lia, i va ser el primer d'aquesta família que va obtenir càrrecs consulars.
Va ser elegitcònsol de Roma l'any 105 aC i es va enfrontar per l'elecció amb Catul. Ciceró diu d'ell que era un perfecte inútil.
Va obtenir la Gàl·lia Transalpina com a província, i degut principalment a les dissensions amb el seu col·lega el procònsol Quint Servili Cepió el vell va ser derrotat pels gals bois, en una batalla en la qual van morir els seus dos fills. Quan va tornar a Roma va ser acusat, i defensat per Marc Antoni l'orador.